# Ludvík David
Ludvík David (* 1951) je český právník, v letech 2013 až 2023 soudce Ústavního soudu ČR, dříve soudce Nejvyššího soudu ČR.

## Život
Absolvoval Právnickou fakultu Masarykovy univerzity, kde stále externě vyučuje občanské právo. Původně pracoval jako podnikový právník, v letech 1985–1993 byl advokátem, poté se stal soudcem. Začínal na Městském soudu v Brně, v letech 2000–2002 působil u Krajského soudu v Brně a poté se stal soudcem Nejvyššího soudu, kde byl členem občanskoprávního a obchodního kolegia. Je také basketbalistou.
V květnu 2013 prezident Miloš Zeman oznámil, že jej hodlá jmenovat soudcem Ústavního soudu, k čemuž v červnu získal souhlas Senátu. Do funkce ústavního soudce byl David jmenován 7. srpna. Mandát zastával až do 7. srpna 2023.

## Významné judikáty
Ludvík David se ještě jako předseda tříčlenného senátu č. 28 Nejvyššího soudu podílel na zaujetí právního názoru, že „dohoda“ může pro účely rozhodnutí, v jakém poměru ponesou vlastníci bytových jednotek náklady spojené se správou domu a pozemku, znamenat i usnesení shromáždění společenství vlastníků, které bylo přijato většinou hlasů. Podle tohoto závěru, k němuž se přiklonil také senát č. 22 (původně rozhodující opačně) a potvrdil jej navíc Ústavní soud, tedy nebyla dohoda ve smyslu § 15 odst. 1 zákona č. 72/1994 Sb., o vlastnictví bytů, nutně jednomyslnou, většina mohla přehlasovat menšinu. Tato judikatura, která mj. šla proti znění § 11 odst. 3 zákona o vlastnictví bytů, ale vzbudila nesouhlasné reakce laické veřejnosti. Proti ní rozhodnul např. Vrchní soud v Olomouci a nakonec byla překonána rozhodnutím velkého senátu civilního kolegia Nejvyššího soudu, podle něhož je dohoda vždy „souhlasný projev vůle všech vlastníků jednotek“.